# Susan Seidelman
Susan Seidelman (Philadelphia, 11 december 1952) is een Amerikaanse regisseuse, producente, scenarioschrijfster en actrice. Ze brak in 1985 door met Desperately Seeking Susan, maar slaagde er niet dit succes voort te zetten. Na ruim tien jaar televisiewerk keerde ze rond 2002 weer terug naar de film.

## Van Philadelphia naar de East Village (1952-1982)
Susan Seidelman werd op 11 december 1952 geboren in Philadelphia. Haar jeugd brengt ze door in haar geboortestad waar ze ook in 1969 afstudeert aan de Abington Senior High School in 1969. Aanvankelijk wil ze de mode in en ze gaat naar de Drexel University in Philadelphia om mode en kunst te studeren. Aan het einde van de jaren zeventig van de vorige eeuw verhuist ze naar New York (de wijk East Village) en studeert aan de filmschool van de Universiteit van New York. Ze valt snel op met haar satirische korte films. Al snel krijgt ze als student prijzen voor haar korte films, "And You Act Like One Too," "Deficit" en "Yours Truly, Andrea G. Stern". Ze begint vervolgens te werken aan een langere film. Daarbij wil ze haar omgeving, de East Village, een rol laten spelen.

## Smithereens (1982)
Eind jaren zeventig, begin jaren tachtig is New York praktisch failliet. Het stadsbestuur heeft geen geld om bepaalde wijken op te knappen en in de East Village zijn allerlei goedkope appartementen, bar en clubs tussen verlaten en dichtgetimmerde gebouwen. Er ontstaat een subcultuur met kunstenaars als Keith Haring, Futura 2000, en Jean-Michel Basquiat, naast artiesten als Richard Hell New York Dolls en Sonic Youth. Ze treden op voor een publiek van beginnende schilders, acteurs, muzikanten en filmmakers. Seidelman wil de sfeer van de tijd van de New Yorkse punk/new wave-beweging vangen in een lange speelfilm. Haar prijzen voor haar korte films helpen haar om de financiering rond te krijgen voor Smithereens. Ze maakt de film in 1982 voor 80.000 dollar. De film volgt de zwerftochten van Wren (Susan Berman) door de East Village met zijn dichtgetimmerde gebouwen en groezelige omgeving. Wren wil graag doorbreken in de punkscene, maar ontdekt dat deze is verplaatst naar Los Angeles. Wanhopig probeert ze zich in leven te houden, terwijl ze door iedereen in haar omgeving wordt bedrogen. De film werd geselecteerd voor het Filmfestival in Cannes.

## Desperately Seeking Susan (1985)
Smithereens gaf Seidelman voldoende krediet om haar volgende film te financieren Desperately Seeking Susan (1985). Net als in Smithereens komt in  Desperately Seeking Susan de hoofdpersoon in een voor haar vreemde wereld terecht. Roberta vertolkt door Rosanna Arquette is echter geen punkmeisje, maar een rijke verveelde huisvrouw die gefascineerd is door de avontuurlijke en non-conformistische Susan (Madonna). De film is lichter van toon dan de voorganger, maar kent dezelfde sfeer. Weer is het de kunstenaarscene van de East Village die een belangrijke rol speelt. De auditie van Madonna bleek een schot in de roos. Op het moment dat Seidelman haar vroeg voor de rol was ze nog niet bekend, maar toen de film uitkwam was Madonna al een ster.

## Van televisie naar film (1987-heden)
Desperately Seeking Susan werd geprezen door de critici en was een groot succes in de bioscopen. Seidelmans naam als regisseur leek gevestigd. Maar ze had echter geen gelukkige hand in het kiezen van haar volgende projecten. Making Mr. Right (1987), Cookie (1989) en She-Devil (1989) flopten en werden door de critici gekraakt. In de Amerikaanse filmwereld was Seidelman synoniem geworden met mislukking en ze kreeg alleen nog werk in de televisiewereld. Ze regisseerde enkele tv-films en wat afleveringen van tv-series zoals Sex and the City. In 2002 maakte ze haar terugkeer in de film met Gaudi Afternoon een film over vrouwelijke detectives die echter nooit de bioscopen haalde. Wel een bescheiden succes was Boynton Beach Bereavement Club uit 2006 over de seksuele escapades van de ouder wordende babyboomgeneratie. In 2011 maakte ze Musical Chairs een romantische komedie die speelt in New York. De film kostte 2,5 miljoen dollar en werd gunstig ontvangen.

## Prijzen en nominaties
- Nominatie voor een César voor Beste Buitenlandse Film voor Desperately Seeking Susan
- Nominatie voor een Oscar - Best Korte Film voor The Dutch Master
- Nominatie voor een Gouden Palm voor Smithereens

## Filmografie
- Smithereens (1982) (regie, scenario en productie)
- Desperately Seeking Susan (1985) (regie)
- Making Mr. Right (1987) (regie en productie)
- Cookie (1989) (regie en productie)
- She-Devil (1989) (regie en productie)
- Confessions of a Suburban Girl (regie en actrice) (1992)
- The Night We Never Met (1993) (productie)
- The Dutch Master (1994) (korte film) (regie en scenario)
- The Barefoot Executive (1995) (tv-film) (regie)
- Tales of Erotica (1996) (regie en scenario)

- deel: "The Dutch Master" 
- Early Edition (1996) (tv-serie) (regie)

- aflevering: Thief Swipes Mayor's Dog (1996)  
- Sex and the City (1998) (tv-serie) (regie)

- aflevering: The Baby Shower (1998) 
- aflevering: The Power of Female Sex (1998) 
- aflevering: Sex and the City (1998) 
- A Cooler Climate (1999) (tv-film) (regie)
- Now And Again (1999) (tv-serie) (regie)

- aflevering: One for the Money (1999) 
- Gaudi Afternoon (2002) (regie en productie)
- Power and Beauty (2002) (tv-film) (regie)
- The Ranch (2004) (tv-film) (regie)
- Stella (2005) (tv-serie) (regie)

- aflevering: Office Party (2005) 
- aflevering: Paper Route (2005)
- Boynton Beach Bereavement Club (2006) (regie, scenario en productie)
- The Electric Company (2009-2010) (tv-serie) (regie)

- aflevering: Jules Quest (2009)
- aflevering: The Flube Whisperer (2009)
- aflevering: Mighty Bright Fight (2009) 
- aflevering: Revolutionary Doughnuts (2010)
- Occupant (2010) (productie)
- Musical Chairs (2011) (regie en productie)